# Enrico Dante
Enrico Dante (Roma, Italia, 5 de julio de 1884 - Roma, Italia, 24 de abril de 1967), fue un cardenal italiano de la iglesia católica.

## Biografía

### Formación
Comenzó sus estudios en París y después se trasladó al Colegio Capranica de Roma. 
También asistió a la Pontificia Universidad Gregoriana, en donde obtuvo doctorados en filosofía, teología, Derecho Canónico y Derecho Civil. Obtuvo un diploma de abogado rotal por parte del Tribunal de la Rota Romana.
Cabe destacar que fue un seguidor del general y político italiano Giuseppe Garibaldi.
Tenía un hermano que sirvió como un misionero en Brasil.

### Vida religiosa
En 1947 comenzó a servir como Maestro de las Celebraciones Litúrgicas Pontificias. 
En el año 1965, obtuvo su cardenalato por sus destacadas labores en la iglesia católica. 
| Predecesor: Carlo Respighi | Maestro de las Celebraciones Litúrgicas Pontificias 13 de junio de 1947 – 22 de febrero de 1965 | Sucesor: Annibale Bugnini |

- Datos: Q706606
- Multimedia: Enrico Dante / Q706606